# Mannequin (film, 1937)
Pour les articles homonymes, voir Mannequin.
Pour plus de détails, voir Fiche technique et Distribution.
Mannequin est un film américain réalisé par Frank Borzage, sorti en 1937.

## Synopsis
Jessie Cassidy, ouvrière d’usine, vit misérablement dans un quartier pauvre de Hester Street à New York. Elle a la charge de sa famille, son père et son frère étant au chômage. Afin d’échapper à la misère, elle demande à son petit ami, Eddy Miller, de l’épouser. Le banquet de mariage a lieu dans un modeste restaurant chinois. L’armateur John L. Hennessey, originaire du même quartier pauvre, dîne à une table voisine, il remarque le couple et leur offre le champagne. Eddie, reconnaissant le riche armateur, pousse Jessie à danser avec lui sentant l’intérêt que porte Hennessey à sa femme. Plus tard, face à des problèmes d’argent, Eddie demande à Jessie de travailler comme chorus girl dans une revue. Un soir, la jeune femme se retrouve avec la troupe dans une soirée donnée par Hennessey dont elle repousse les avances. Eddie, joueur, a des dettes de jeu et se retrouve en prison, affolée Jessie va voir Hennessey et lui demande de l’argent pour payer la caution de son mari. Eddie suggère alors à sa femme de s’employer à épouser l’armateur pour ensuite divorcer et profiter ensemble de la pension alimentaire. Écœurée, Jessie quitte Eddie.
Des semaines ont passé, après bien des recherches Hennessey retrouve Jessie qui est devenue mannequin et après une cour empressée, il arrive à la convaincre de l’épouser. Partis en voyage de noces en Irlande, Hennessey doit rentrer d’urgence à New York pour affronter une grève dans ses entreprises. Eddie refait surface et essaye de faire chanter Jessie en la menaçant de raconter à Hennessey que leur mariage a été manigancé. De retour chez lui, Hennessey retrouve sa femme prête à le quitter pour lui épargner le chantage d’Eddie. Celui-ci, ayant appris la ruine d’Hennessy, revient et renonce à ses projets. À présent sûre de son amour, Jessie offre à son mari ses bijoux en lui proposant de redémarrer à zéro.

## Fiche technique
- Titre : Mannequin
- Titre original : Mannequin
- Réalisation : Frank Borzage
- Scénario : Lawrence Hazard et Frank Borzage (non crédité) d'après une nouvelle inédite Marry for Money de Katherine Brush
- Musique : Edward Ward
- Photographie : George Folsey
- Montage : Fredrick Y. Smith
- Décors : Cedric Gibbons
- Costumes : Adrian
- Production : Joseph L. Mankiewicz et Frank Borzage
- Société de production : MGM
- Société de distribution : MGM
- Pays d'origine : États-Unis
- Genre : Drame
- Format : Noir et blanc - Son : Mono (Western Electric Sound System)
- Langue : anglais
- Durée : 95 minutes
- Dates de sortie : 
  - États-Unis : 14 décembre 1937 (Westwood, Californie) ; 20 janvier 1938 (New York)
  - France : 31 août 1938

## Distribution
- Joan Crawford : Jessie Cassidy
- Spencer Tracy : John L. Hennessey
- Alan Curtis : Eddy Miller
- Ralph Morgan : Briggs
- Mary Phillips : Beryl
- Oscar O'Shea : « Pa » Cassidy
- Elisabeth Risdon : Mme Cassidy
- Leo Gorcey : Clifford Cassidy

Acteurs non crédités
- Granville Bates : M. Gebhart
- Frank Puglia : Un marin
- Frank Shannon : Le sergent de police à la bijouterie
- Douglas Wood : Rogers